# Sandillon
 Sandillon  es una población y comuna francesa, situada en la región de Centro, departamento de Loiret, en el distrito de Orléans y cantón de Jargeau.

## Demografía
| 1393 | 1440 | 1744 | 2562 | 3000 | 3405 |
| Para los censos de 1962 a 1999 la población legal corresponde a la población sin duplicidades (Fuente: INSEE [Consultar]) |      |      |      |      |      |